# Wellington Jighere
Wellington Jighere (né en 1982 à Umolo-Olomu dans l'État du Delta), est un joueur professionnel nigérian de Scrabble anglophone. Il a notamment remporté le championnat du monde en 2015, devenant ainsi le premier joueur africain à s'imposer dans la compétition,, ; à la suite de ce succès, il est reçu par le président nigérian Muhammadu Buhari.
Il a également figuré sur le podium en 2007 derrière Nigel Richards et Ganesh Asirvatham et a remporté le championnat d'Afrique de Scrabble Anglophone à deux reprises, en 2008 et 2010.

## Palmarès
- Or : Championnat mondial WESPA 2015 ;
- Or : Championnat d'Afrique 2008 ;
- Or : Championnat d'Afrique 2010 ;
- Or : Godswill Apkabio Classic international 2009 ;
- Or : Godswill Apkabio Classic international 2017 ;
- Argent :  Championnat d'Afrique 2018 ;
- Argent:   Godswill Apkabio Classic international 2014 ;
- Bronze:  Championnat du monde 2007.

| Année | World SC | Wespac | King's Cup | African SC | Apkabio |
| ----- | -------- | ------ | ---------- | ---------- | ------- |
| 2006  |          |        | ___        | 7e         | ___     |
| 2007  | Bronze   |        | ___        |            |         |
| 2008  |          |        | 16e        | Or         | Bronze  |
| 2009  | 11e      |        | ___        |            | Or      |
| 2010  |          |        | ___        | Or         | 16e     |
| 2011  | ___      |        | ___        |            | ___     |
| 2012  |          |        | ___        | ___        | ___     |
| 2013  |          |        | ___        |            | 15e     |
| 2014  |          |        | ___        | 20e        | Argent  |
| 2015  |          | Or     | ___        |            |         |
| 2016  | 7e       |        | ___        | 11e        |         |
| 2017  | ___      | 4e     | ___        |            | Or      |
| 2018  | 6e       |        | ___        | Argent     |         |